# Baillé
Baillé (bretonisch: Balieg; Gallo: Balhae) ist eine Ortschaft und eine Commune déléguée in der französischen Gemeinde Saint-Marc-le-Blanc mit 266 Einwohnern (Stand: 1. Januar 2022) im Département Ille-et-Vilaine in der Region Bretagne. Die Einwohner werden Baillochins genannt.
Die Gemeinde Baillé wurde am 1. Januar 2019 mit Saint-Marc-le-Blanc zur Commune nouvelle Saint-Marc-le-Blanc zusammengeschlossen. Sie gehörte zum Arrondissement Fougères-Vitré und zum Kanton Antrain.

## Geographie
Baillé liegt etwa 36 Kilometer nordöstlich von Rennes. Umgeben wurde die Gemeinde Baillé von den Nachbargemeinden Maen-Roch mit Saint-Brice-en-Coglès im Norden, Saint-Étienne-en-Coglès im Nordosten und Osten, Saint-Hilaire-des-Landes im Süden, Le Tiercent im Südwesten und Saint-Marc-le-Blanc im Westen.

## Bevölkerungsentwicklung
| Jahr                       | 1962 | 1968 | 1975 | 1982 | 1990 | 1999 | 2006 | 2017 |
| Einwohner                  | 338  | 333  | 284  | 286  | 285  | 315  | 325  | 293  |
| Quellen: Cassini und INSEE |      |      |      |      |      |      |      |      |

## Sehenswürdigkeiten

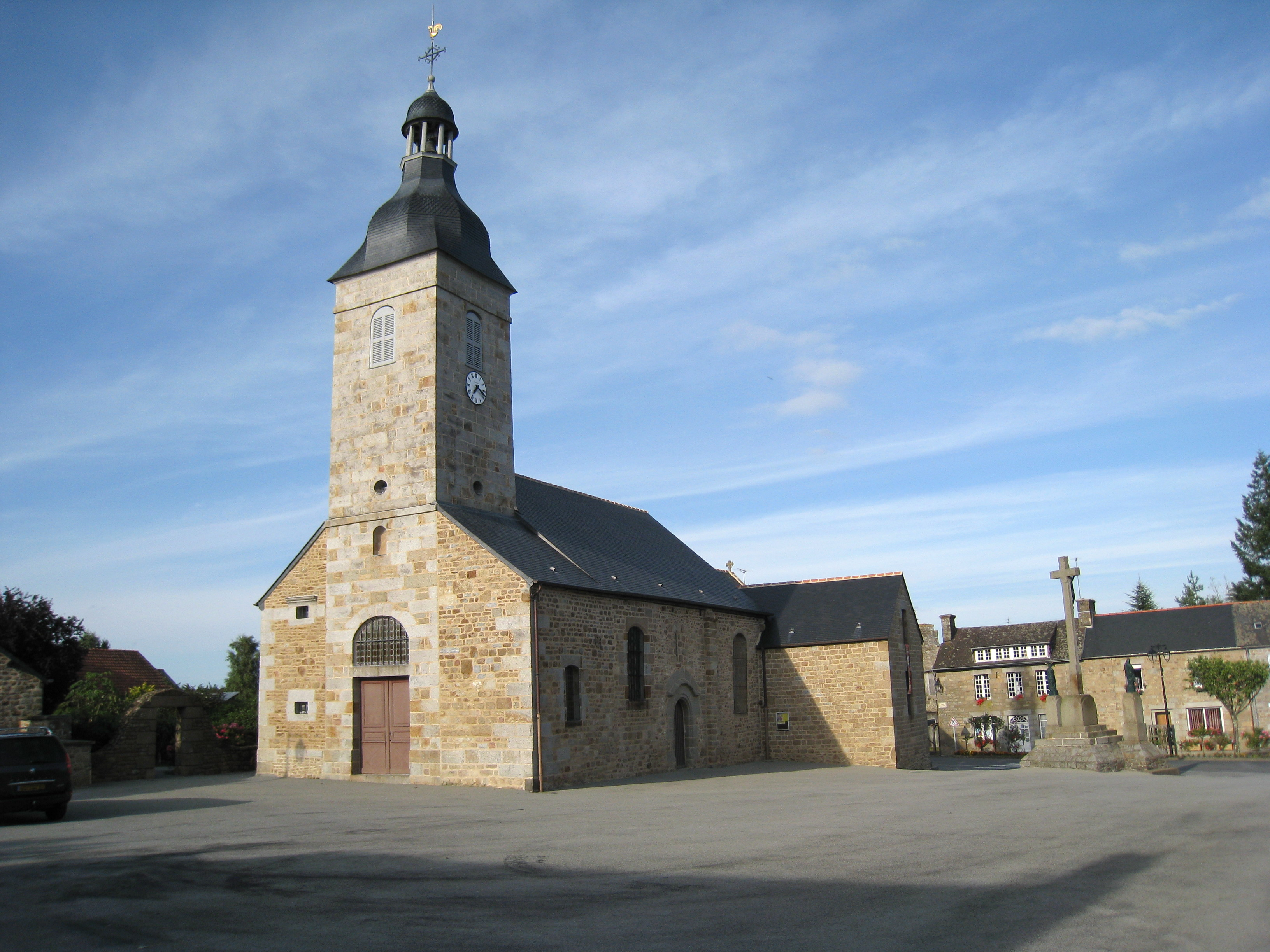
Kirche Saint-Martin
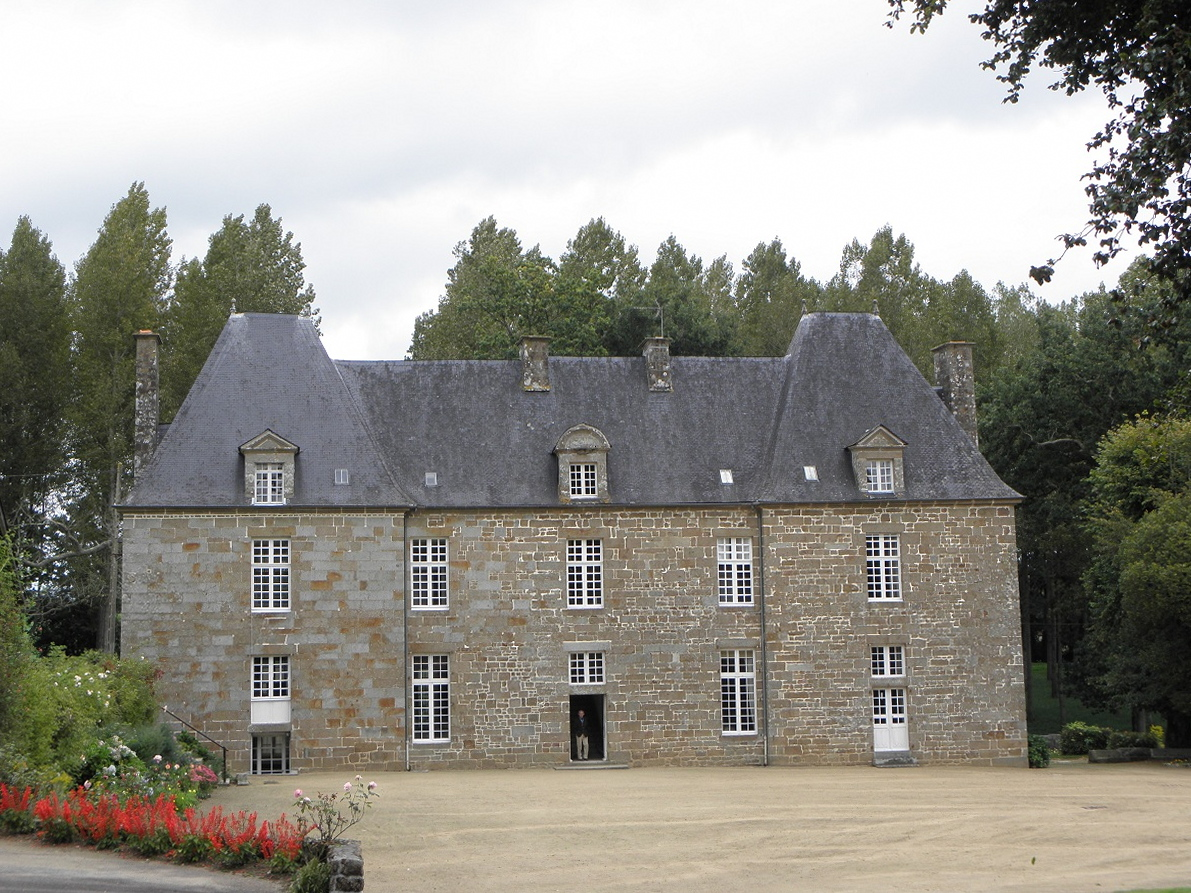
Herrenhaus Les Flégés
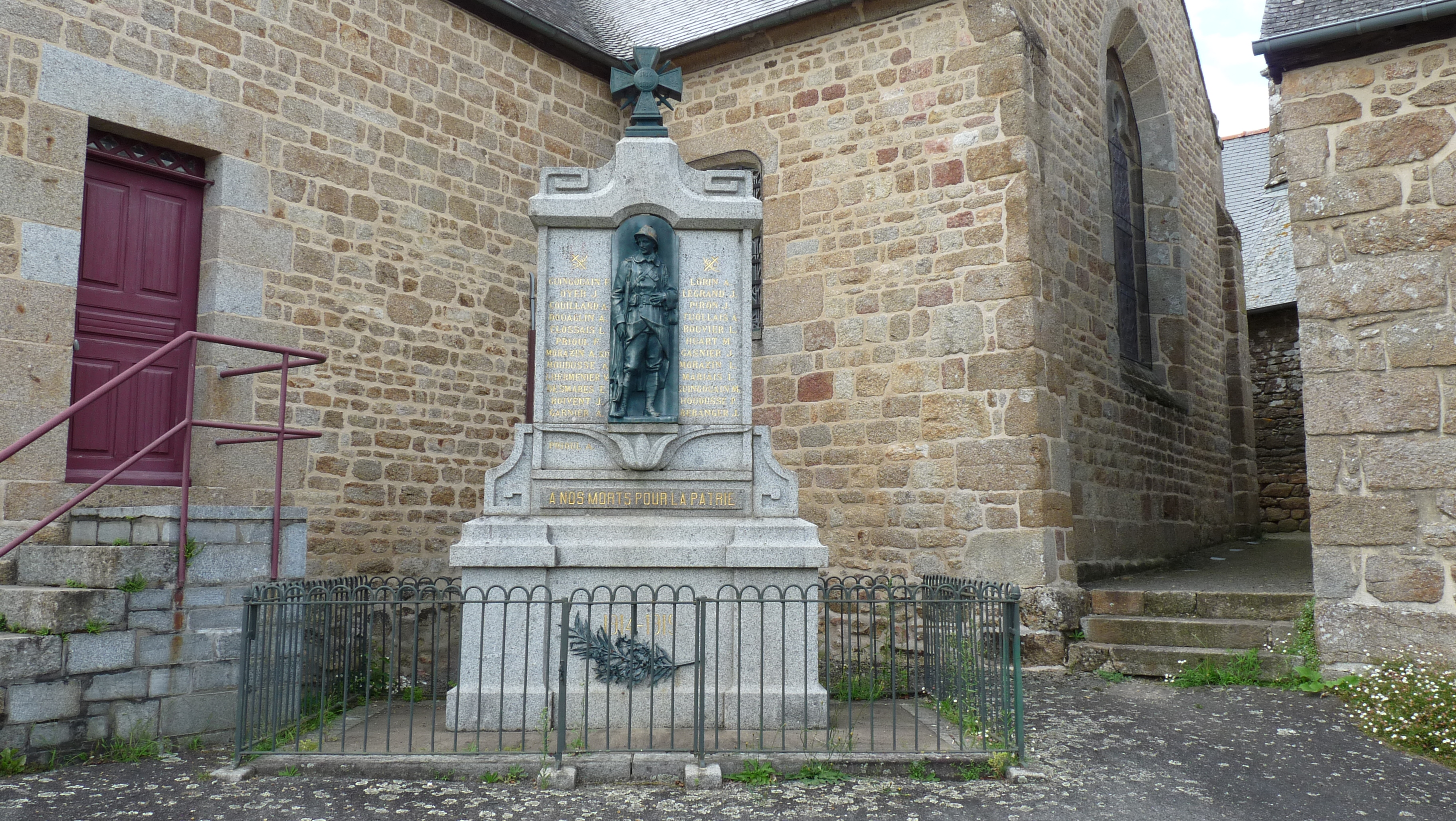
Gefallenendenkmal

- Kirche Saint-Martin
- Herrenhaus Les Flégés
- Gefallenendenkmal